# Eisfieber (Roman)
Eisfieber (englischer Originaltitel: Whiteout) ist ein Roman von Ken Follett, erschienen 2004 bei Macmillan Publishers.

## Handlung
In einer schottischen Biotechnologiefirma, Oxenford Medical, stirbt Heiligabend ein Mitarbeiter an dem Virus Madoba-2, einer gefährlichen Abart von Ebola mit 100 % Sterblichkeitsrate. Der Mitarbeiter hat ein infiziertes Kaninchen durch die Sicherheitsschleusen des BSL-4-Hochsicherheitslabors geschmuggelt. Die Sicherheitsbeauftragte der Firma, Hauptfigur Toni Gallo, steht unter Druck, kann aber mit Glück und Geschick die Öffentlichkeit beruhigen und nachweisen, dass der Mitarbeiter keine weiteren Personen mit dem Virus infiziert hat.
Gleichzeitig plant Kit Oxenford, der Sohn des Firmenchefs Professor Stanley Oxenford, das aktuell entwickelte Serum aus BSL4 zu stehlen, wo es getestet wird. Er hat 250.000 Pfund Spielschulden und wird von seinen kriminellen Gläubigern dazu angehalten, mit dem Diebstahl die Schuld abzutragen. Er hat die Sicherheitssoftware für die Firma seines Vaters selbst geschrieben und plant, mit diesem Insiderwissen alle Sicherheitsbarrieren zu überwinden.
Nachdem Kit mit Umbuchungstricks der Firma bereits in der Vergangenheit Geld gestohlen hatte, ebenfalls für seine Spielsucht, kam ihm die damals neue Sicherheitsbeauftragte Gallo auf die Schliche und Professor Oxenford entließ schweren Herzens seinen Sohn aus der Firma. Mit dem Coup will Kit auch Rache an seinem Vater und an Gallo nehmen. Nach dem Zwischenfall will er allerdings sein Vorhaben verschieben, da nun erhöhte Aufmerksamkeit herrscht und zusätzliche Sicherheitsmaßnahmen installiert wurden. Seine Gläubiger entscheiden aber dagegen, der Coup soll wie geplant in der Nacht zum 25. Dezember steigen. Kit wird von der ultrabrutalen Daisy, Tochter des Gläubigers, fast ertränkt, um ihm dies noch einmal klarzumachen.
Bei der Weihnachtsfeier seiner Familie stiehlt Kit den Zugangsausweis seines Vaters, ersetzt die Fingerabdrucksdaten darauf mit seinen eigenen und kapert die Telefonanlage über den Fernwartungszugang. Er legt alle Apparate lahm, nur die Telefonzentrale leitet er auf sein Handy um und gibt sich für die Schottische Telekom aus, die das System betreut und in einem solchen Fall für eine Notfallreparaturarbeiten angerufen wird. Kit will sich mit den Kriminellen zusammen als Wartungsteam ausgeben und so eindringen. Gleichzeitig ist das Alarmsystem nicht mehr mit der örtlichen Polizei verbunden, und das Wachpersonal kann auch keinen Kontakt aufnehmen.
Auch Gallo ist zu Beginn der Weihnachtsfeier bei den Oxenfords zugegen, um mit dem Firmenchef den morgendlichen Vorfall zu besprechen und die Presseberichte zu beobachten. Zwischen dem verwitweten Professor und Gallo besteht eine tiefe Zuneigung, die aber von beiden aus verschiedenen Gründen unterdrückt wird. Nach der Besprechung fährt Gallo nach Hause, das winterliche Wetter beginnt sich zu einem Schneesturm zu entwickeln. Ihr geplanter Urlaub fällt aber ins Wasser, weil sie als Vertretung für ihre etwas derangierte Schwester unerwartet ihre demente Mutter über Weihnachten betreuen muss.
Während Gallo mit ihrer Mutter zu sich nach Hause fährt, ruft sie zur Kontrolle das Wachpersonal an. Kit ist bereits als Telefonarbeiter verkleidet unterwegs und kann den Anruf nicht mehr unterbinden. Gallo beschließt trotz widriger Straßenverhältnisse mit ihrer Mutter zum Firmengebäude, „Kreml“ genannt, zu fahren. Während sie sich durch den Schneesturm kämpft, dringt der verkleidete Kit mit seiner kriminellen Begleitung zum BSL4 vor. Beim Öffnen des Hochsicherheitstraktes werden sie entdeckt, können die Sicherheitskräfte aber überwältigen.
Endlich am Ziel angekommen, dem Kühltresor mit Viren und Seren, erlebt Kit eine Überraschung. Seine Kumpane wollen nicht das Serum, sondern das hochgefährliche Virus Madoba-2. Sie füllen die Virendosen in einen Parfümzerstäuber, gebrauchsfertig für einen Terroranschlag, und verlassen den Kreml, gerade rechtzeitig bevor Gallo, aufgehalten durch den Schneesturm und einen Unfall, eintrifft. Die Räuber kommen aber in den sich verschlechternden Wetterverhältnissen nicht weit und suchen zuletzt den Familiensitz der Oxenfords auf. Kit will den Jeep seines Vaters unbeobachtet stehlen, der jedoch nicht da ist, da sich die beiden Haushälter diesen ausgeborgt haben, weil ihr eigener Wagen nicht für dieses widrige Wetter ausgelegt ist. Sie betreten das Haus und Kit gibt seine Begleitung als steckengebliebene Schneesturmopfer aus. Die Täuschung fliegt jedoch bald auf und die Kriminellen beginnen Kits Familie zu überwältigen. Kit greift nicht ein und schlägt sich später auf die Seite seiner kriminellen Komplizen.
Gallo kann den ersten Fluchtwagen finden, indem sie und ein Mitarbeiter des Labors die verschiedenen Objekte anrufen, die auf der Fluchtstrecke liegen, z. B. einen Golfplatz und auch das Motel, an dem der Wagen abgestellt wurde, und bricht auf. Auf dem Weg stoppt sie, um Professor Oxenford zu unterrichten. Kit empfängt sie und versucht sie zunächst abzuwimmeln. Sie bemerkt jedoch, dass etwas nicht stimmt, und flüchtet, bevor sie überwältigt werden kann.

## Verfilmung
2009 wurde der Roman vom ZDF in Zusammenarbeit mit Network Movie und Constantin Film verfilmt. In den Hauptrollen sind Heiner Lauterbach als Stanley Oxenford, Isabella Ferrari als Antonia Gallo und Tom Schilling als Kit Oxenford zu sehen. Der 180-minütige Film wurde erstmals im ZDF als Event-Zweiteiler am 25. Januar und 27. Januar 2010 ausgestrahlt. Es ist gleichzeitig der Auftakt einer sechs Filme umfassenden Ken-Follett-Reihe im ZDF.

## Ausgaben
- Whiteout. Macmillan, London 2004.
- Eisfieber. Roman. Lübbe, Bergisch Gladbach 2005, ISBN 3-7857-2220-6.
- Eisfieber. Hörbuch. Lübbe, Bergisch Gladbach 2005, ISBN 3-7857-3046-2 (6 CDs, gelesen von Franziska Pigulla).
- Eisfieber. Roman. Bastei-Lübbe, Köln 2018, ISBN 978-3-404-17735-6.